# 园丁纪事
《园丁纪事》（The Gardeners' Chronicle）为英国园艺学期刊。其以“The Gardeners' Chronicle”出版了近150年，现为《园艺学周刊》（Horticulture Week）的一部分。
1841年，园艺家约瑟夫·帕克斯顿、查尔斯·温特沃思·迪尔克、约翰·林德利和威廉·布拉德伯里以报纸的形式创办了《园丁纪事》，上面刊登国内外的新闻，及园艺家和科学家投来的论文，其涵盖了园艺学的方方面面。
创办人之一的约翰·林德利为第一任编辑。之后约瑟夫·帕克斯顿也加入编辑工作。其著名的投稿者包括查尔斯·达尔文和约瑟夫·胡克。
1851年，《园丁纪事》的发行量达到6500份。相比于当时《觀察家報》的6230份和《经济学人》的3826份，《园丁纪事》的销售惊人的好。其中可能包括了《园丁纪事》的大量国际读者。

## 扩展阅读
- The contemporary Horticulture Week（页面存档备份，存于）
- Full text of The Gardeners' Chronicle from January to June, 1897